# Kirill Pančenko
Kirill Viktorovič Pančenko (in russo Кирилл Викторович Панченко?; traslitterazione anglosassone: Kirill Viktorovich Panchenko; Lipeck, 16 ottobre 1989) è un ex calciatore russo, di ruolo attaccante.

## Biografia
Suo padre, Viktor Pančenko, è stato anch'egli un calciatore professionista, vincendo anche il titolo di capocannoniere del campionato russo nel 1993.

## Caratteristiche tecniche
Seconda punta, può agire anche da centravanti o ala destra.

## Carriera

### Club
Dopo aver giocato nelle giovanili del Lokomotiv Mosca, approda in seconda divisione a vent'anni con il Niznij Novgorod. Si accorda con il Mordovia nel 2010 restando in seconda serie: nella stagione 2011-2012 mette a segno 15 gol contribuendo alla vittoria del campionato di seconda divisione riportato dal club, che ottiene la promozione in Prem'er-Liga. Il 20 luglio 2012, Pančenko firma il primo gol del campionato andando in rete contro la Lokomotiv Mosca (sfida persa 2-3). Segna altre quattro volte in tutto il torneo e il club retrocede subito in seconda categoria. L'anno seguente passa al Tomsk, quindi il CSKA Mosca spende l'equivalente di 185000 € per assicurarsene le prestazioni: in due stagioni non riesce a ritagliarsi uno spazio nell'attacco moscovita, realizzando tre gol in ventinove incontri di campionato. Nell'estate 2016 è ceduto in prestito alla Dinamo Mosca, retrocessa in seconda serie: realizza cinque doppiette nei suoi primi quattro mesi con la nuova maglia, guadagnandosi due convocazioni in nazionale e debuttando con la Russia nel novembre del 2016.

### Nazionale
Debutta in nazionale a 27 anni, il 10 novembre 2016, mentre gioca nella seconda divisione russa, entrando in campo nel secondo tempo di una partita amichevole contro il Qatar persa 2-1 al posto di Dmitrij Kombarov.

## Palmarès

### Club

#### Competizioni nazionali
- Pervaja Liga: 3

Mordovija: 2011-2012
Dinamo Mosca: 2016-2017
Chimki: 2023-2024
- Supercoppa di Russia: 1

CSKA Mosca: 2014
- Campionato russo: 1

CSKA Mosca: 2015-2016

### Individuale
- Capocannoniere della Pervenstvo Futbol'noj Nacional'noj Ligi: 1

2016-2017 (24 reti)